# Свети Георгије убива аждаху
Свети Георгије убива аждаху је српска ратна мелодрама режисера Срђана Драгојевића, а сценарио је написао Душан Ковачевић на основу своје истоимене позоришне представе. У главним улогама су Лазар Ристовски, Милутин Милошевић и Наташа Јањић. Премијера филма је била 11. марта 2009. године.
Са буџетом од око 5 милиона €, то је један од најскупљих филмова српске продукције до тада. Филм је био српски кандидат за америчког Оскара за најбољи филм ван енглеског говорног подручја за 2009. годину.

## Радња
Радња филма смештена је у раздобљу од 1912. до 1914. године у једном српском сеоцету на приобаљу Саве надомак границе са Аустроугарском, и прати дешавања везана за село и његове становнике, од битке против Турака у Првом балканском рату 1912. до избијања Првог светског рата 1914. и пресудне Церске битке.
У селу постоји дубока подела између здравих војно способних мушкараца и многобројних војних инвалида из прошлих Балканских ратова, и ове две групе, иако деле исти простор, живе умногоме одвојено једни од других због међусобне нетрпељивости.
У средишту пажње филма је љубавни троугао између сеоског жандара Ђорђа, његове жене Катарине и младог војног инвалида Гаврила који је некада био у љубавној вези са Катарином пре него што је у рату изгубио руку, а уз руку донекле и вољу за животом. Иако се Катарина у међувремену удала за Ђорђа, она и даље воли Гаврила што повремено доводи до конфронтације између њих двојице.
По почетку Првог светског рата почиње мобилизација свих делова Србије и сви војно способни мештани села су мобилисани. У селу су остали само жене, деца и инвалиди који, како гласине тврде, покушавају да искористе ситуацију удварајући се сеоским женама. Ове гласине допиру до мобилисаних сељана на фронту и, да би спречили општу побуну и њихово напуштање борбених положаја, српска команда одлучује да и инвалиде пошаље на фронт и то на прву борбену линију.

## Ликови и глумци
| Глумац               | Улога                  |
| -------------------- | ---------------------- |
| Лазар Ристовски      | Ђорђе жандар           |
| Наташа Јањић         | Катарина               |
| Милутин Милошевић    | Гаврило Вуковић        |
| Радослав Миленковић  | Гаврило Вуковић (глас) |
| Бора Тодоровић       | Алекса Вуковић         |
| Зоран Цвијановић     | Миле Вуковић           |
| Милена Дравић        | тетка Славка           |
| Драган Николић       | свештеник              |
| Бранислав Лечић      | капетан Тасић          |
| Борис Миливојевић    | Рајко Певац            |
| Младен Андрејевић    | учитељ Мићун           |
| Срђан Тимаров        | Микан                  |
| Предраг Васић        | Ване Сироче            |
| Бојан Жировић        | Жоја                   |
| Милена Предић        | Јелена                 |
| Слободан Нинковић    | Нинко Белотић          |
| Бранислав Зеремски   | Криви Лука             |
| Срђан Милетић        | Војо                   |
| Горан Јевтић         | Дане                   |
| Душко Мазалица       | Гаврило Принцип        |
| Дејан Зорић          | Гојко Жандар           |
| Александар Стојковић | Поднаредник Милко      |
| Миодраг Крстовић     | Мајор                  |
| Владан Савић         | жандарм 2              |
| Срђан Драгојевић     | немачки пилот          |

- Ђорђе жандар има 50 година. Деценију раније (са четрдесет година) је имао жену и дете који су умрли од туберкулозе.[7] Лазар Ристовски о својој улози каже:

| „ | То је једна од оних улога какву глумци понекад чекају цео живот. Ја сам играо неколико таквих улога у каријери, тако да је нисам дочекао неспреман. Оно што је у тој улози необично и инспиративно за глумца јесте количина спремности на праштање и на једну хришћанску спремност на жртвовање. Тај лик је обележен једном посебном врстом морала. Све то лепо звучи на књижевном плану, али све то отежава глумчев рад на тој улози, јер све се мора превести на практичан глумачки језик и значење. Спремност на праштање и разумевање, за оно што није за праштање и разумевање на почетку 20. века у Србији. С друге стране, Ђорђе је и један вестерн јунак. Не само зато што јаше коња и носи колт, већ зато што у својој муци остаје доследан у својим принципима. Не жели да убије по сваку цену. | ” |

- Гаврило Вуковић има 25 година.[7] Након губљења руке у Првом балканском рату приморан је да се бави шверцом.[7] У филму из 2009. му је синхронизован глас.[9][10] Према речима редитеља оригинални глас овог глумца био је јако савремен и модеран и учинило му се да ће добити нов квалитет ако га накнадно синхронизују.[11] Милутин Милошевић о својој улози каже:

| „ | Он је ратник, који је несретним сплетом околности изгубио руку. Тако сакат, једино што смислено види јесте смрт. Одустаје од живота. С друге стране, има девојку коју воли, има љубав која му постаје препрека да оконча на лак начин. Мислим да је искуство рада на овом филму било од великог значаја за мене. Лик Гаврила је један од веома добро, неки кажу чак и најлепше, написаних ликова у нашој књижевности. Током овако захтевног филма, упознао са свим изазовима који чине реализацију великих пројеката. | ” |

Сергеј Трифуновић је желео улогу Гаврила у филму, међутим, дошло је до „креативног размимоилажења“ између њега и редитеља Срђана Драгојевића.
- Катарина има 23 године.[7] Због љубави одлази из града на село. Пасија јој је сликање. Сељаци је сматрају вештицом јер мисле да овце које слика буду пребачене на уметничко платно, буквално.

## Назив филма
Ђорђе Лидијски, познатији као Свети Георгије, на бројним иконама широм света приказан је како стоји (или је на коњу) у племићкој одежди, са копљем у руци и убијеном аждахом под ногама, симболом многобожачке вере. Према народним предањима, Свети Георгије се појављује у злим и тешким временима и најчешће се указује болеснику, мученику или рањеном војнику коме нема спаса. Када се појави, обасјан сунчевим зраком, то значи да ће онај који га угледа бити спасен.
Било је проблема око превода назива на енглески језик. Прва незванична верзија гласила је „Saint George Kills the Dragon“. За садашњу верзију, „Saint George Shoots the Dragon“ (у буквалном преводу „Свети Георгије пуца у аждају“), одговоран је режисер Срђан Драгојевић. Разлог за овакав превод налази се у једној Жојиној реплици у филму: „Молим те, свети Ђорђе, да упуцаш швапски монитор!“.

## Продукција
Филм је заснован на познатој позоришној представи из 1984. Душана Ковачевића, који је такође написао и сценарио за филм и не подудара се са документованим чињеницама из Церске битке. Ковачевић тврди да је прича заснована на догађају којег му је испричао његов деда Цветко Ковачевић, мада није познато нити постоје записи да је Србија икада мобилизовала инвалиде током рата. Ковачевићев деда је као дечак за време Церске битке био ангажован као воловодац, превозивши мртве и рањене са ратишта до пољске болнице смештене надомак Шапца. Ковачевић о томе каже: 
Причу ми је деда испричао у неколико шкртих реченица. Рекао је: „А онда су, тако, због људске пакости и злих језика, мобилисали богаље из мачванских села и одвели их „по казни“ право на Цер. Гурнули су их у прве борбене линије, које су унапред биле жртвоване. Међу тим несрећницима био је и мој брат, сакат у ногу и добар ко ‘леб. Није се вратио са Цера. А нисмо га ни нашли, касније.“
То је било све. У неколико реченица деда ми је испричао причу налик на античку драму. Током накнадних разговора, сазнао сам шта се још догодило…
Једном речју, ратови долазе и одлазе, путују Србијом уздуж и попреко, смењују се као годишња доба. Зато, ваљда, само у Србији можете доживети пет годишњих доба: пролеће, лето, јесен, зиму и рат.— Душан Ковачевић
Драму „Свети Георгије убива аждаху“ Срђан Драгојевић је намеравао да претвори у филм још 1998. Због недостатка новца прва два покушаја снимања драме 1998. и 2001. су пропала, да би тек трећи покушај био успешан.
Филм је сниман 90 дана у Србији, Републици Српској и Бугарској (од тога 50 пута ноћу). Екипа филма је бројала око 1.000 чланова и потрошено је 60.000 m филмске траке. Локације снимања су били Пловдив (Бугарска), Омарска (Република Српска) и Делиблатска пешчара (Србија). За потребе филма у Делиблатској пешчари је изграђено село које је личило на села са почетка 20. века. Сценографију је урадио Миљен „Крека“ Кљаковић, а у Омарској код Приједора је направљена сценографија за снимање сцена Церске битке. Укупни трошкови снимања су били око 4,5 милиона евра. Највећи део тих средстава обезбедиле су владе Републике Србије и Републике Српске које су оцениле да је ово пројекат од националног значаја. Сценариста Душан Ковачевић каже да су на снимању у Делиблатској пешчари услови били веома тешки.
У бањалучком мултиплексу „Козара“ одржан је кастинг за статисте на којем се појавило петстотина добровољаца. Осим у Бањој Луци, кастинг је одржан и у Приједору на којем се појавило 400 добровољаца. Статисти су глумили у сценама Церске битке.
Филм је реализован у продукцији филмске куће „Свети Георгије убива аждаху“ која је настала удруживањем продукцијских кућа „Зилион филм“ Лазара Ристовског, „Yodi movie craftsman“ Милка Јосифова и Зорана Цвијановића, „Делиријум филм“ Срђана Драгојевића и „Маслачак филм“ Биљане Првановић. Копродуценти филма су „Оскар филм“ из Бањалуке и бугарска компанија „Камера“. Филм су финансијски подржале владе Републике Србије са 1.500.000 и Републике Српске са 750.000 евра, европски филмски фонд „Еуримаж“ са 400.000 евра, Министарство за културу Србије и Извршно веће Аутономне Покрајине Војводине.
Дисрибутерска кућа „Cinears“ припремила је 20 копија филма за приказивање у биоскопима.

## Музика
Музику за филм компоновао је Александар Ранђеловић. Музика је снимљена у сали Београдске филхармоније, а извео ју је оркестар од 50 музичара, чланова Pro Arte Orchestra of Belgrade. Према речима критичара Владана Петковића „музика Александра Ранђеловића је функционална и не превише нападна, што је за сваку похвалу кад се ради о ратном филму“.

## Буџет
Према неким медијима ово је и најскупљи српски филм свих времена, али је филм Живот је чудо са буџетом од 8.000.000 $ најскупљи. Нека средства су донације владе Србије (1,55 милиона €) и Републике Српске (750.000 €), који сматрају филм од великог националног значаја.

## Серија
На Радио-Телевизији Србије је након биоскопске премијере филма емитована ТВ серија Свети Георгије убива аждаху од шест једночасовних епизода, у оквиру обележавања 90 година од завршетка Првог светског рата.

## Премијера и критике
Премијере филма су биле 11. марта у Београду, 12. марта у Бањој Луци и 13. марта 2009. у Нишу. На дан премијере у Бањој Луци одржан је и дочек екипе у згради владе Републике Српске. Након две недеље приказивања у биоскопима у Србији, филм је гледало 67.032 гледалаца.
Многи критичари сматрају да је филм изневерио очекивања. Похваљена је сценографија Миљена Кљаковића Креке и фотографија Душана Јоксимовића, али су готово сви замерили режисеру Драгојевићу на недовршености филма и недостатку правих емоција. Према мишљењу критичара Дејана Огњановића „Пропуштена је јединствена прилика за заиста велики, епски, емотивно и идејно набијен филм о том слабо филмованом периоду наше српске историје. Уместо тога, добили смо тек један немушт, недоречен, изненађујуће просечан филм са превише декламованог текста, а недовољно упечатљивих слика и емоција“. Критичарка Политике Дубравка Лакић иако нешто више благонаклона према филму, признајући Драгојевићу занатску вештину, рекла је да је филм у драмском смислу заказао: „Трагично страданије (ратних инвалида) Драгојевић није умео, или није препознао да треба да искористи за катарзу. Таква прилика је отишла у неповрат. А била би то најмоћнија сцена његовог високостилизованог филма у којем је, додуше, показао широку редитељску ерудицију, посежући повремено и за цитатима из Кополине 'Апокалипсе' (сцене шверца бродом преко Саве), или из филмова Серђа Леонеа". На филмском веб-сајту IMDb оценама од 1 до 10 мушкарци су у просеку дали 7,1 а жене 8,4 оцене.
При избору српског кандидата за награду „Оскар“ за најбољи филм ван енглеског говорног подручја, првобитно је био изабран филм „Тамо и овде“. Међутим, овај филм је дисквалификован јер се у великом делу филма прича на енглеском језику, па је за српског кандидата изабран „Свети Георгије убива аждаху“.

## Политичке контроверзе
Српска напредна странка Томислава Николића 2009. тврди да се у овом филму „фалсификује историја и угрожава култура српског народа“. Братислав Петковић, председник Одбора за културу СНС, оспорио је истинитост чињеница изнетих у филму, оценивши да је „финансирајући тај филм, држава подржала стварање лоше слике о српској историји“. По његовим речима: „Много тога у филму је искривљено. И поред чињенице да постоји уметничка истина, у овом случају није реч о томе. Проблем је што се лоша слика о свима нама финансира државним новцем“. Сценариста Душан Ковачевић одбацио је ове оптужбе и изјавио да га чуди „изненадна напредност СНС, који се сетио да после 25 година доводи у питање нешто што је све време било очигледно“. Ковачевић о драми по којој је филм настао каже: „Комад сам написао пре 27 година, а 1975. је први пут игран у Атељеу 212. Од тада до данас игран је у позориштима од Бањалуке до Атине, видело га је неколико милиона људи, и нико никад није имао ниједну примедбу. Напротив, било је покушаја да се забрани приказивање за време аутономаша у Војводини, јер су им сметале еполете на униформама српских војника, а у Македонији је заседало Собрање, јер је комад оцењен као изразито националистички.“
Павле Леви је замерио овом филму то што је за једну од локација за снимање имао рудник Омарска надомак Бање Луке.

## Историјски фалсификат
Поред свих наведених критика, филм се може и критиковати због погрешних приказа битке на Церу. Церска битка је била битка маневарског типа, где нису коришћени ровови, будући да у првим месецима Првог светског рата, свугде у Европи, па и у Србији нису коришћени ровови. Ровови су у овом рату уведени тек крајем 1914. после битке на Марни. Такође говор Бранислава Лечића, као мајора Тасића је заправо говор који ни један официр није кориситио током Церске битке, већ је заправо говор једног од официра Краљевине Југославије у Априлском рату.

## Награде
| Награде                                      | Награде                        | Награде          | Награде |
| Награда                                      | Категорија                     | Назив            |         |
| -------------------------------------------- | ------------------------------ | ---------------- | ------- |
| Синема сити                                  | Награда за најбољу режију      | Срђан Драгојевић |         |
| Синема сити                                  | Награда за најбољу мушку улогу | Лазар Ристовски  |         |
| Синема сити                                  | Награда за најбољу монтажу     | Петар Марковић   |         |
| 44. Филмски сусрети у Нишу                   | Најбоља режија                 | Срђан Драгојевић |         |
| 33. Међународни филмски фестивал у Монтреалу | Најбољи уметнички допринос     | Срђан Драгојевић |         |